# Olympische Sommerspiele 1984/Teilnehmer (Pakistan)
| Gelbes Symbol für Goldmedaillen mit stilisierten Olympischen Ringen | Graues Symbol für Silbermedaillen mit stilisierten Olympischen Ringen | Braundes Symbol für Bronzemedaillen mit stilisierten Olympischen Ringen |
| ------------------------------------------------------------------- | --------------------------------------------------------------------- | ----------------------------------------------------------------------- |
| 1                                                                   | —                                                                     | —                                                                       |

Pakistan nahm an den Olympischen Spielen 1984 in Los Angeles teil. Es war die 9. Teilnahme Pakistans an Olympischen Sommerspielen. Pakistan schickte 31 männliche Athleten nach Los Angeles.

## Teilnehmer nach Sportarten

### Boxen
- Barbar Ali Khan
Bantamgewicht: 3. Runde
- Asif Dar
Leichtgewicht: 2. Runde
- Abrar Hussain Syed
Weltergewicht: 2. Runde
- Muhammad Youssef
Superschwergewicht: 1. Runde

### Hockey
Platzierung: 1. Platz 
Kader:
- Syed Ghulam Moinuddin
- Qasim Zia
- Nasir Ali
- Abdul Rashid Al-Hasan
- Ayaz Mahmood
- Naeem Akhtar
- Kalimullah
- Manzoor Hussain
- Hassan Sardar
- Hanif Khan
- Khalid Hamid
- Shahid Ali Khan
- Tauqir Dar
- Ishtiaq Ahmed
- Saleem Sherwani
- Mushtaq Ahmed

### Leichtathletik
- Muhammad Mansha
100 m: Vorläufe
200 m: Vorläufe
- Syed Meshaq Rizvi
400 m: Vorläufe
800 m: Vorläufe
- Muhammad Rashid Khan
Speerwurf: 21. Platz (Qualifikation)

### Ringen
- Muhammad Gul
Weltergewicht, Freistil: Vorrunde
- Abdul Majeed
Halbschwergewicht, Freistil: 7. Platz

### Segeln
- Arshad Choudhry
Finn-Dinghy: 24. Platz
- Muhammad Zakaullah & Munir Sadiq
470er: 22. Platz
- Khaled Akhtar, Naseem Khan & Adnan Youssef
Soling: 20. Platz